# Roger Wicker
Roger F. Wicker (ur. 5 lipca 1951) – amerykański polityk, członek Partii Republikańskiej. W latach 1995–2007 był przedstawicielem pierwszego okręgu wyborczego w Missisipi do Izby Reprezentantów Stanów Zjednoczonych.
Po rezygnacji senatora Trenta Lotta gubernator stanu Missisipi Haley Barbour mianował Wickera na jego miejsce. Wicker złożył przysięgę 31 grudnia 2007 roku jako młodszy senator z tego stanu. Został najmłodszym stażem członkiem izby wyższej Kongresu swojej kadencji.
Ponieważ Lott został wybrany na czwartą sześcioletnią kadencję w 2006 roku, Wicker pełnił urząd do czasu przedterminowych wyborów na czas wypełnienia do końca mandatu Lotta. Odbyły się w listopadzie 2008 - Wicker pokonał w nich kandydata Demokratów Ronniego Musgrove stosunkiem głosów 55:45. W 2012 ponownie dostał się do Senatu zdobywając 57% głosów i pokonując Alberta Gore’a.